# Donda (álbum)
Donda (estilizado como DONDA) es el décimo álbum de estudio del rapero y productor estadounidense Kanye West. Inspirado en Donda West, difunta madre del cantante, el álbum fue lanzado para descarga y transmisión digital el 29 de agosto de 2021 a través de GOOD Music y distribuido por Def Jam Recordings.
Inicialmente, el álbum estaba programado para ser lanzado el 24 de julio de 2020, pero luego se retrasó indefinidamente. Varias fuentes, incluida Def Jam, anunciaron una fecha de lanzamiento el 23 de julio de 2021; el álbum permaneció inédito en esa fecha. Se especuló sobre otra fecha de lanzamiento, el 6 de agosto, pero el álbum permaneció inédito.El album estuvo bajo varios nombres como: "Gods country" O  "Donda with child" Una tercera fecha de lanzamiento, que se especulaba entre el 13 y el 15 de agosto, apareció en servicios de transmisión como Apple Music e iTunes. Finalmente el álbum fue lanzado el domingo 29 de agosto de 2021 a primeras horas de la mañana estadounidense y latinoamericana.
El álbum contiene apariciones especiales de The Weeknd, Lil Baby, DaBaby, Jay-Z, Don Toliver, Marilyn Manson, Fivio Foreign, Pop Smoke, Travis Scott, Baby Keem, Kid Cudi, Young Thug y Playboi Carti, entre varios otros.
El 23 de noviembre de 2021 el álbum fue nominado a los premios Grammy como álbum del año y mejor álbum de rap.  La gala de los premios fue el 3 de abril del 2022.

## Marketing y antecedentes

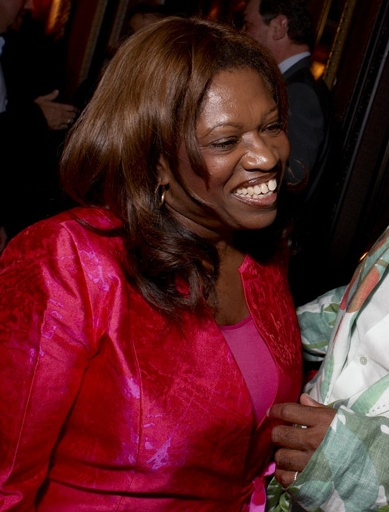
Donda West, madre de Kanye, de cuyo nombre proviene el nombre del álbum.

El director de fotografía Arthur Jafa reveló prematuramente el proyecto durante una transmisión en vivo de Instagram el 25 de mayo de 2020, en una conversación con la diseñadora de moda Michèle Lamy. Durante la transmisión, Jafa indicó que estaba trabajando en material relacionado con el video con West para un sencillo de un «próximo álbum» titulado God's Country. El 26 de junio de 2020, tras el anuncio de una colaboración entre la compañía de moda de West, Yeezy, y el minorista de ropa Gap, West lanzó la campaña promocional #WESTDAYEVER en Twitter para anunciar diferentes proyectos a lo largo del 26 de junio. Se reveló que uno de los proyectos era un video musical. para «Wash Us in the Blood», dirigida por Jafa. El video fue lanzado cuatro días después, luego de un teaser en Twitter en el que West reveló oficialmente el título del álbum como God's Country.
El 13 de julio, West compartió un fragmento en Twitter de una canción del álbum, titulada «Donda», que presenta una introducción hablada de su difunta madre. La canción estuvo acompañada de un adelanto del video musical. El 18 de julio, West anunció que el título había sido cambiado a Donda y que el álbum sería lanzado el 24 de julio, pero no fue lanzado en esa fecha. El álbum lleva el nombre de la difunta madre de West, Donda West, y comparte un nombre con su compañía de contenido creativo. El 21 de julio, West declaró que el álbum se lanzaría junto con una película. El 25 de julio, West lanzó un tuit que reveló la portada del próximo álbum.
El 26 de septiembre, West lanzó un fragmento de 39 segundos de una nueva pista titulada «Believe What I Say» en su cuenta de Twitter. El 16 de octubre de 2020, West lanzó una canción titulada «Nah Nah Nah», llamándola el tema principal de su campaña presidencial. El 13 de noviembre de 2020, West lanzó un remix de «Nah Nah Nah» con los raperos DaBaby y 2 Chainz, con versos de todos los artistas censurados. Tanto la canción original como su remix presentan varias referencias a su carrera presidencial. El 23 de noviembre, Consequence expresó su entusiasmo por el álbum, describiendo el álbum como «fuego».
El 7 de marzo de 2021, Cyhi the Prynce declaró en una entrevista con VladTV que West había comenzado una vez más a trabajar en su próximo álbum en medio de su divorcio con Kim Kardashian. El 17 de julio, Consequence creó una publicación en Instagram que mostraba a West en el estudio con Tyler, the Creator. El título de la publicación sugiere una fecha de lanzamiento del álbum en el verano de 2021. El 18 de julio, el podcaster Justin Laboy afirmó que West había terminado el álbum y que West había tocado personalmente el álbum para él y el jugador de baloncesto Kevin Durant el día anterior. Laboy calificó la producción como «años luz adelantada a su tiempo».
El 19 de julio de 2021, Pusha T anunció en Instagram que West realizaría un evento de escucha del álbum el 22 de julio en el Mercedes-Benz Stadium de Atlanta. El 20 de julio de 2021, Beats Electronics estrenó un comercial con la atleta Sha'Carri Richardson durante el sexto juego de las Finales de la NBA de 2021, editado y anotado por West usando la pista «No Child Left Behind». El músico francés Gesaffelstein declaró más tarde que él produjo la canción. Inmediatamente después del debut del comercial, Def Jam Recordings confirmó la fecha de lanzamiento del álbum el 23 de julio, revelando que el evento de escucha en Atlanta sería transmitido en vivo a nivel mundial por Apple Music. El álbum finalmente no fue lanzado en esa fecha.
Los representantes de West habían confirmado el 6 de agosto como fecha de lanzamiento, luego fue anunciado que el álbum sería lanzado tan pronto como el 6 de agosto de 2021, por un comercial de Beats by Dre y en una transmisión en vivo del Apple Music de West. El 5 de agosto, una preorden para el álbum fue publicada en iTunes, revelándose con 24 pistas, junto con la fecha de lanzamiento del 7 de agosto, que luego fue movida al 13 de agosto de 2021.

## Grabación

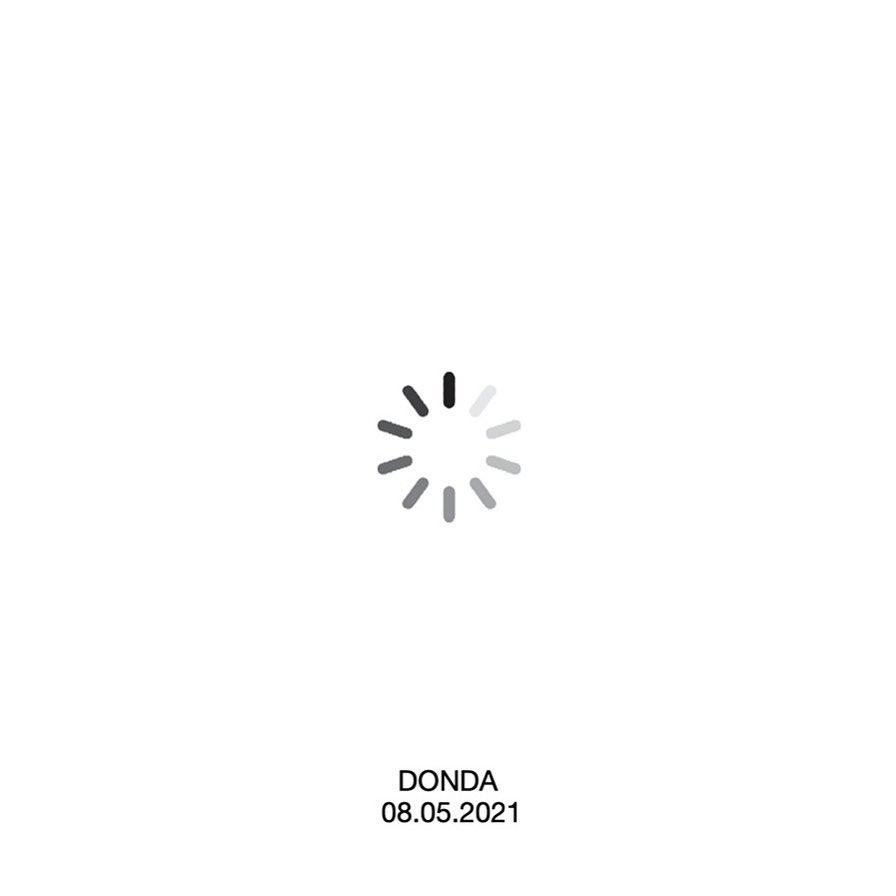
Invitación a la segunda fiesta de escucha del álbum en el Mercedes-Benz Stadium.

En marzo de 2020, West grabó música nueva en Cabo San Lucas, México, antes de regresar a Wyoming con su familia debido a la pandemia de COVID-19. Ese mismo mes, el rapero estadounidense Pusha T declaró en una entrevista de Discord que había estado grabando con West recientemente. Pusha T planeaba reunirse con West el 16 de marzo de 2020 para terminar un proyecto, pero citó «vuelos que se ralentizan» como la razón de un retraso.
Después de la fiesta de escucha del 22 de julio de 2021 en el estadio Mercedes-Benz, West se había instalado temporalmente en uno de los vestuarios del estadio, convirtiéndolo en un estudio de grabación para terminar la grabación y mezclar con Mike Dean. Los videos y fotos publicados en las redes sociales también mostraron a los artistas destacados Playboi Carti y 2 Chainz grabando voces en el vestuario un día antes de la fiesta de escucha.  Jay-Z también supuestamente grabó su verso sólo 4 horas antes de la fiesta de escucha.
Una segunda fiesta para escuchar el álbum en el Mercedes-Benz Stadium tuvo lugar el 5 de agosto de 2021.

## Lista de canciones
| Donda   |                                                                         |                                                                                             | |          |  |
| N.º     | Título                                                                  | Música                                                                                      | Escritor(es) | Duración |  |
| 1.      | «Donda Chant» (Con Syleena Johnson)                                     | Kanye West                                                                                  | Kanye Omari West, Syleena Johnson | 0:52     |  |
| 2.      | «Jail» (Con Francis and the Lights y Jay-Z)                             | Kanye West, 88-Keys, Ojivolta, Mike Dean, Mike Dean, Dem Jointz, Sean Solymar               | Kanye West, Jay-Z, Sean Solymar, Raul Cubina, Mike Dean, Mark Williams, 88-Keys, The Influence, Nikki Grier, Dem Jointz, John Moylett                                                                | 4:57     |  |
| 3.      | «God Breathed» (Con Vory)                                               | Kanye West, E*Vax, Ojivolta, Brian Miller, Aaron Butts, Federico Vindver, FnZ, BoogzDaBeast | Kanye West, Vory, Raul Cubina, Mark Williams, E*Vax, Brian Miller, Aaron Butts, Fya Man, Federico Vindver, Richard Fearless, Scott Hartley, Salvatore Principato, Dennis Young                       | 5:33     |  |
| 4.      | «Off The Grid» (Con Fivio Foreign y Playboi Carti)                      | Kanye West, 30 Roc, AyoAA, Ojivolta, David & Eli, Sloane                                    | Kanye West, Jordan Carter, Raul Cubina, Maxie Lee Ryles III, Samuel Gloade, David Ruoff, Mark Williams, Elias Klughammer, Eric Sloan, Asif Aswad                                                     | 5:39     |  |
| 5.      | «Hurricane» (Con Lil Baby y The Weeknd)                                 | Kanye West, BoogzDaBeast, Dean, DJ Khalil, Ronny J, Ojivolta                                | Kanye West, Mike Dean, Abel Tesfaye, Dominique Armani Jones, Jahmal Gwin, Khalil Abdul-Rahman, Ronald Oneil Spence, Jr., Raul Cubina, Mark Williams, Mark Mbogo, Daniel Seeff, Sam Barsh, Josh Mease | 4:03     |  |
| 6.      | «Praise God» (Con Baby Keem y Travis Scott)                             | Kanye West, 30 Roc, Ojivolta, Dean, Zentachi, Sloane                                        | Kanye West, Hykeem Carter, Jacques Webster, Gloade, M. Williams, Cubina, M. Dean, Aqeel Tate, Sloan                                                                                                  | 3:46     |  |
| 7.      | «Jonah» (Con Lil Durk y Vory)                                           | Kanye West, DrtWrk, TT Audi, Dean                                                           | Kanye West, Durk Banks, Tavoris Hollins, Michael Suski, Tahrence Brown, M. Dean | 3:15     |  |
| 8.      | «Ok Ok» (Con Fivio Foreign, Lil Yachty, y Rooga)                        | West, Boi-1da, Louis Bell                                                                   | West, Miles McCollum, Denzel Charles, Ryles, Matthew Samuels, Louis Bell | 3:24     |  |
| 9.      | «Junya» (Con Playboi Carti)                                             | West, Digital Nas, Cubeatz, Ojivolta, 88-Keys, Dean, Globglogabgalab                        | West, J. Carter, Nasir Pemberton, M. Williams, Cubina, Kendall Bailey | 2:27     |  |
| 10.     | «Believe What I Say»                                                    | West, Dem Jointz, FnZ, Ojivolta, BoogzDaBeast                                               | West, Mark Myrie, Abernathy, Michael Mulé, Isaac De Boni, M. Williams, Cubina, Gwin | 4:02     |  |
| 11.     | «24» (Con Vory)                                                         | West, AllDay, Ojivolta, Warryn Campbell, Cory Henry                                         | West, Mbogo, Miller, M. Williams, Cubina, Warryn Campbell, Cory Henry | 3:17     |  |
| 12.     | «Remote Control» (Con Young Thug)                                       | West, Digital Nas, Cubeatz, Ojivolta, 88-Keys, Dean, Globglogabgalab                        | West, Jeffery Williams, Pemberton, Kevin Gomringer, Tim Gomringer, M. Williams, Cubina, Njapa, M. Dean, The Globglogabgalab                                                                          | 3:18     |  |
| 13.     | «Moon» (Con Don Toliver y Kid Cudi)                                     | West, E.Vax, BoogzDaBeast, DJ Khalil                                                        | West, Caleb Toliver, Scott Mescudi, Mast, Gwin, Abdul-Rahman | 2:36     |  |
| 14.     | «Heaven and Hell»                                                       | West, 88-Keys, BoogzDaBeast, Ojivolta, Wallis Lane                                          | West, Njapa, Gwin, Cubina, M. Williams, Paimon Jahanbin, Nima Jahanbin | 2:25     |  |
| 15.     | «Donda» (Con The World Famous Tony Williams)                            | West, BoogzDaBeast, FnZ, Ojivolta                                                           | West, Gwin, Mulé, De Boni, M. Williams, Cubina | 2:08     |  |
| 16.     | «Keep My Spirit Alive» (Con Conway the Machine, KayCyy y Westside Gunn) |                                                                                             | | 3:41     |  |
| 17.     | «Jesus Lord» (Con Jay Electronica, The Lox, y Swizz Beatz)              |                                                                                             | | 8:58     |  |
| 18.     | «New Again» (Con Chris Brown)                                           |                                                                                             | | 3:03     |  |
| 19.     | «Tell The Vision» (Con Pop Smoke)                                       |                                                                                             | | 1:44     |  |
| 20.     | «Lord I Need You» (Con Sunday Service Choir)                            |                                                                                             | | 2:42     |  |
| 21.     | «Pure Souls» (Con Roddy Ricch y Shenseea)                               |                                                                                             | | 5:58     |  |
| 22.     | «Come to Life» (Con Tyler, The Creator)                                 |                                                                                             | | 5:10     |  |
| 23.     | «No Child Left Behind» (Con Sunday Service Choir y Vory)                |                                                                                             | | 2:58     |  |
| 24.     | «Jail pt 2» (Con DaBaby, Francis and the Lights, y Marilyn Manson)      |                                                                                             | | 4:57     |  |
| 25.     | «Ok Ok pt 2» (Con Rooga y Shenseea)                                     |                                                                                             | | 3:24     |  |
| 26.     | «Junya pt 2» (Con Playboi Carti y Ty Dolla $ign)                        |                                                                                             | | 3:02     |  |
| 27.     | «Jesus Lord pt 2» (Con Jay Electronica y The Lox)                       |                                                                                             | | 11:30    |  |
| 1:08:59 |                                                                         |                                                                                             | |          |  |